# Autocorreção

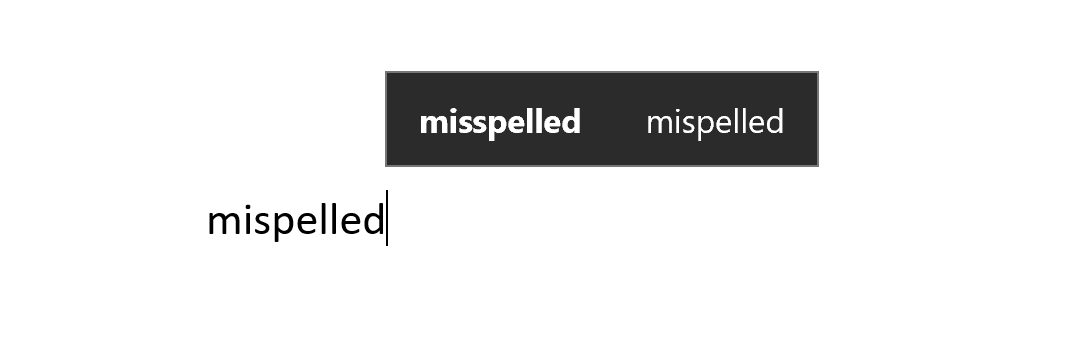
Autocorreção no Windows 10, corrigindo a palavra "mispelled" para "mispelled" (soletrado errado).

Autocorreção, também conhecida como substituição de texto, substituir à medida que digita, expansor de texto ou simplesmente correção automática, é uma função automática de validação de dados [en] comumente encontrada em processadores de texto e interfaces de edição de texto para smartphones e tablets. Seu principal objetivo é fazer parte do corretor ortográfico para corrigir erros comuns de ortografia ou digitação, economizando tempo para o usuário. Também é usado para formatar automaticamente o texto ou inserir caracteres especiais ao reconhecer o uso particular de caracteres, poupando o usuário de ter que usar funções mais tediosas. A autocorreção é usada em mensagens de texto ou SMS, bem como em programas como o Microsoft Word.

## Utilização
No campo do processamento de texto, este recurso é identificado como AutoCorreção. Inicialmente, definições de autotexto para erros de digitação comuns ou acrônimos amplamente reconhecidos foram estabelecidas por diferentes provedores. Contudo, os pacotes de escritório contemporâneos já incorporam essa função. A funcionalidade de autotexto em todo o sistema é possível por meio de programas adicionais. No caso do Mac, a partir da versão Mac OS X Snow Leopard 10.6, essa funcionalidade é também disponibilizada pelo próprio sistema operacional.
Um dos primeiros programas de autocorreção foi o Ways for Windows, de Hannes Keller. JavaScript pode ser usado em sites para fornecer ao usuário autotexto. A autocorreção está pré-instalada em muitos programas de mensagens instantâneas e teclados virtuais em telefones celulares, smartphones e tablets para permitir uma digitação mais rápida e sem erros.

## Desvantagens
Alguns redatores e organizações optam por substituir consistentemente algumas palavras por outras como parte de sua política editorial, com resultados ocasionalmente imprevistos. Por exemplo, a American Family Association escolheu substituir todas as instâncias da palavra "gay" em seu site pela palavra "homossexual". Isso fez com que um artigo sobre o atleta olímpico dos Estados Unidos, Tyson Gay, fosse repleto de frases confusas, como "Na rodada inicial de sábado, Homossexual se antecipou excessivamente cedo, quase sendo ultrapassado pelo restante dos competidores. No entanto, ele acelerou novamente, garantindo a quarta colocação".

## Humor
A manipulação inadequada de softwares de substituição de texto tornou-se uma brincadeira habitual em diversas escolas e ambientes de trabalho. Comumente, o autor da brincadeira configura o software de processamento de texto do alvo para substituir uma palavra de uso frequente por um termo humoristicamente absurdo, ou uma versão incorretamente escrita da palavra original. (Por exemplo: Substituir "mantimentos" por "drogas", resultando em uma frase como "Estou indo à loja comprar algumas drogas. Quero dizer, drogas. Drogas. Por que não consigo digitar drogas?") O aumento do uso da autocorreção em smartphones também resultou na criação de pelo menos um site, Damn You Auto Correct, onde as pessoas publicam e compartilham casos engraçados ou constrangedores de autocorreções inadequadas. Damn You Auto Correct foi criado em 2010 por Jillian Madison. Também é o nome de um livro que Madison escreveu e que foi publicado em 2011 pela Hyperion Books. O site e o livro compilam textos enviados em iPhones e Androids que foram alterados pelo recurso de autocorreção do telefone para produzir o que muitas vezes são mensagens involuntariamente engraçadas. Dentro de uma semana após seu lançamento, o site havia coletado centenas de envios e atraído cerca de um milhão de visualizações de páginas. Contudo, com o advento da pandemia, o site foi adquirido por terceiros e transformou-se numa plataforma para um jogo tailandês denominado "PG Slot". Atualmente, não mantém qualquer vínculo com o propósito original do site, além do nome.